# Anodonthyla jeanbai
Anodonthyla jeanbai е вид жаба от семейство Тесноусти жаби (Microhylidae).

## Разпространение
Този вид е разпространен в Мадагаскар.